# 케빈 헤이건
케빈 헤이건(Kevin Hagen, 1928년 4월 3일 ~ 2005년 7월 9일)은 미국의 배우이다.
시카고에서 태어났으며 그랜츠패스에서 사망하였다. 사인은 식도암이다.

## 출연 작품
- 달리는 사이먼 (1981년)
- 헌터 (1980년)
- 더 러닝 트리 (1969년)
- 타임 터널 (1966년)
- 셰넌도어 (1965년)
- 해저 여행 (1964년)
- 리오 콘초스 (1964년)
- 추격 (1959년)
- 폭찹 고지전투 (1959년)
- 서부의 파라딘 (1957년)

### 텔레비전
- 페리 메이슨 (1958-65)
- 딜론 보안관 (1958-68)
- 보난자 (1961-67)
- 첩보원 0011 (1965-67)
- 아이언사이드 (1967-72)
- 제5전선 (1968-71)
- 초원의 집 - TV 시리즈 (1974-83)
- 매시 (1976-78)